# 塚原千草
塚原 千草（つかはら ちぐさ、生没年不詳）とは明治時代末期の口絵画家。

## 来歴
作家の塚原渋柿園の妹である。千草、千久佐と号す。渋柿園の小説の木版口絵の他に『渋柿叢書』全12巻の石版口絵を描いている。

## 作品
- 「淀殿」 前中 口絵 塚原渋柿園作 隆文館版 1907年（明治40年）
- 「大石良雄」続 口絵 塚原渋柿園作 隆文館版 1907年
- 「江戸三百年」前後 口絵 塚原渋柿園作 左久良書房版 1908年（明治41年）